# Елйон Сота
Елйон Сота (алб. Eljon Sota, нар. 24 травня 1998, Фієрі) — албанський футболіст, захисник клубу «Егнатія». Виступав також за албанські клуби «Аполонія» і «Партизані», та південнокорейський клуб «Сувон». Чемпіон Албанії.

## Клубна кар'єра
Елйон Сота народився 1998 року в місті Фієрі, та є вихованцем футбольної школи клубу «Аполонія». У 2016 році Сота розпочав виступи в основній команді клубу, в якій грав до 2021 року, зігравши 110 матчів чемпіонату, та став основним гравцем захисту команди.
У 2021 році футболіст перейшов до клубу «Партизані», в якому грав до 2024 року. У складі «Партизані» Сота в сезоні 2022—2023 року став чемпіоном Албанії.
У другій половині 2024 року Елйон Сота грав у складі південнокорейського клубу «Сувон». На початку 2025 року футболіст повернувся на батьківщину до клубу «Егнатія».

## Виступи за збірну
У 2020 році Елйон Сота зіграв 2 матчі у складі молодіжної збірної Албанії.

## Титули і досягнення
- Чемпіон Албанії (2):

«Партизані»: 2022–2023
«Егнатія»: 2024–2025
- Володар Суперкубка Албанії (1):

«Партизані»: 2023